# Strukov
Pour les articles homonymes, voir Sergueï Strukov.
Strukov (en allemand : Strukowitz) est une commune du district et de la région d'Olomouc, en République tchèque. Sa population s'élevait à 162 habitants en 2023.

## Géographie
Strukov se trouve à 6 km au sud-est d'Uničov, à 16,5 km au nord-nord-ouest d'Olomouc, à 72 km au nord-est de Brno et à 201 km à l'est-sud-est de Prague.
La commune est limitée par Újezd au nord, par Žerotín à l'est et au sud-est, et par Pňovice au sud-ouest et à l'ouest.

## Histoire
La première mention écrite de la localité date de 1789.

## Transports
Par la route, Strukov se trouve à 7 km d'Uničov, à 10 km de Litovel, à 18,7 km d'Olomouc, à 96 km de Brno et à 251 km de Prague.